# Jacob Staël von Holstein
Jacob Staël von Holstein, född den 28 maj 1628 i Pernau, död den 2 oktober 1679, var en svensk militär. Han var far till Otto Wilhelm och Jacob Axel Staël von Holstein.
Staël von Holstein ingick vid artilleriet och naturaliserades 1652 som svensk adelsman (ända till 1674 skrev han sig Stahl). Han övergick till infanteriet och avancerade till överstelöjtnant vid Upplands regemente, deltog i polska och första danska krigen och blev 1658 kommendant i Køge, där han byggde fästningsverk. År 1660 blev han överste för artilleriet i fästningarna i östersjöprovinserna och förordnades därjämte att som generalkvartermästare ha inspektion över fortifikationsbyggnaderna där. I den senare egenskapen utvecklade han rastlös verksamhet: han uppgjorde förslag och desseiner till de flesta fästningars, slotts och stadsbefästningars iståndsättande eller förstärkande. 
År 1673 blev han ståthållare på Revals slott och var samma år Karl XI följaktig vid inspektionen av försvarsverken i södra och västra Sverige och utarbetade samma år ett betänkande över dem. I januari 1674 befullmäktigades han att vara krigsråd och, efter Wärnschiöldh, generalkvartermästare, men synes aldrig ha tillträtt befattningen (som i stället gavs åt Dahlbergh), utan utnämndes den 3 augusti samma år till generalmajor vid artilleriet i Tyskland, dock med bibehållandet av direktionen över fortifikationsarbetena i östersjöprovinserna, som under hans frånvaro i kriget skulle skötas av hans halvbror Johan och Christian Thumb von Weingarten. 
I 1675 års misslyckade tyska fälttåg deltog Staël von Holstein som artillerichef, men tillsåg därjämte fortifikationsväsendet i Pommern; vid Fehrbellin lyckades han ersätta den uppbrända bron över Rhin med en annan, över vilken Wolmar Wrangel efter nederlaget kunde fortsätta återtåget till Wittstock. Staël von Holstein, som frikallades från allt ansvar för nederlaget, ledde under en del av 1677 det fortifikatoriska anfallet mot Kristianstad, särskilt dämningsverkets anläggning vid Åhus, och biträdde Magnus Gabriel De la Gardie vid norska gränsen, men återtog 1678 direktionen i östersjöprovinserna, om vilkas befästningar han 1679 insände en relation till Krigskollegium. Hösten samma år bragtes han svekfullt om livet av sin mot honom hätske svåger Otto von Mengdens son Gustaf och sonson Otto Reinhold.